# San Jose De Chiquitos
San Jose De Chiquitos är en flygplats i Bolivia. Den ligger i den östra delen av landet, 500 km öster om huvudstaden Sucre. San Jose De Chiquitos ligger 284 meter över havet.
Terrängen runt San Jose De Chiquitos är platt åt nordost, men åt sydväst är den kuperad. Terrängen runt San Jose De Chiquitos sluttar norrut. Närmaste större samhälle är San José de Chiquitos, 5,8 km söder om San Jose De Chiquitos.
I omgivningarna runt San Jose De Chiquitos växer huvudsakligen savannskog. Trakten runt San Jose De Chiquitos är nära nog obefolkad, med mindre än två invånare per kvadratkilometer.